# Acanthophyllum recurvum
Acanthophyllum recurvum là loài thực vật có hoa thuộc họ Cẩm chướng. Loài này được Regel mô tả khoa học đầu tiên năm 1886.